# Spatel (glazuren)

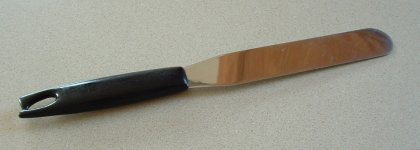
Spatel

Een spatel is een stuk keukengerei dat bedoeld is om een taart of een gebak mee te glazuren.
De spatel bestaat uit een handvat met een heel lang plat, rechthoekig lemmet met afgeronde hoeken. Die is bijzonder geschikt om het glazuur over het grote oppervlakte van een taart of een cake uit te spreiden. Het wordt ook gebruikt om grote hoeveelheden broodjes mee te smeren. 
In de apotheek worden vergelijkbare 'zalfmessen' gebruikt, deze zien er hetzelfde uit, maar hebben een iets minder flexibel lemmet. Zalfmessen worden gebruikt om zalven en crèmes mee uit de voorraadpot te halen en om deze in een tube of pot te doen.